# Турман Арнольд
Турман Веслі Арнольд (англ. Thurman Wesley Arnold; 2 червня 1891 — 7 листопада 1969) — американський політик та юрист, найбільш відомий своєю антимонопольною кампанією, будучи помічником Генерального прокурора США в антимонопольному відділі.

## Життєпис

### Ранні роки
Турман Веслі Арнольд народився 2 червня 1891 року у місті Ларамі, Вайомінг в сім'ї вайомінгського юриста Константіна Пітера Арнольда. У Ларамі Турман відвідував старшу школу при Університеті Вайомінгу. У ті часи школа функціонувала переважно як підготовчий заклад до коледжу. Після школи Турман вступив до Вабашського коледжу в Індіані. У коледжі Турман досяг академічних успіхів у таких предметах, як грецька драма, німецька мова, риторика та неорганічна хімія, але провчився він там лише один рік. Здається, що Арнольду не подобалось навчання в коледжі: він майже не згадував про час, проведений у Вабашському коледжі, до пізніх років свого життя, і, навіть, у своїй автобіографії він не розповідав про коледж.

### Принстонський університет та Гарвардська школа права
У 1908 році Арнольд вступив до Принстонського університету, де йому зарахували навчання в Університеті Вайомінгу та Вабашському коледжі. У Принстоні Арнольд був відмінником, і навіть заслужив членство у престижному товаристві Фі Бета Каппа. Водночас він знаходив навчання відірваним від соціальних інститутів реальності. Йому подобався тільки один предмет — курс з Конституції. Наприкінці літа 1910 року Арнольд здійснив подорож до Європи, відвідавши Німеччину, Англію, Швейцарію, Італію та Голландію. У 1911 році Арнольд закінчив навчання у Принстонському університеті, здобувши ступінь бакалавра мистецтв.
Після закінчення Принстонського університету Арнольд провів літо у Ларамі, а восени 1911 вступив до Гарвардської школи права. Навчання у школі права надало Арнольду можливість попрацювати у юридичній клініці: у листах додому він писав, що працював над справою про розлучення, де обидві сторони були занадто бідними, щоб сплатити державний збір, а також над трудовим спором, щодо суми, яку заборгували робітниці по дому. За порадою одного із своїх викладачів, Арнольд вирішив не залишатись у Бостоні після закінчення навчання, а переїхати до Чикаго. Так, закінчивши навчання у 1914 році, він переїжджає до Чикаго.

### Юридична практика у Чикаго
У Чикаго, завдяки сімейним зв'язкам, Арнольд отримав роботу у юридичній фірмі Adams, Follansbee, Hawley & Shorey. Його робота була здебільшого рутинною: він займався розлученнями, дрібними кримінальними справами, збором боргів тощо. Водночас йому траплялись і цікаві справи: розслідування, на замовлення кредиторів, можливого шахрайства у банкрутстві вісконсинської лісопромислової компанії. Крім основної роботи, Арнольд також викладав англійську італійським іммігрантам, а також вивчав латинську мову у місцевому коледжі. У 1916 році Арнольд разом із двома іншими співробітниками юридичної фірми заснували свою фірму O'Bryan, Waite & Arnold. У новій фірмі Арнольд допомагав іншим юристам, беручись за справи про тілесні ушкодження, наклепи та податкові протести та отримуючи гонорари тільки в разі успіху. Він також підробляв, викладаючи у юридичній школі.

### Перша світова війна
У червні 1916 року, на фоні Першої світової війни, Арнольда мобілізували до артилерійського підрозділу Іллінойської Національної Гвардії. Спочатку Арнольда відправили до Форт-Шерідану, а потім підрозділ Арнольда викликали патрулювати мексиканський кордон під командуванням генерала Джона Першинга із завданням спіймати Панчо Вілью, мексиканського революціонера, та покарати його за рейди до Нью-Мексико. У вересні 1916 Арнольд провів відпустку у Ларамі, а пізніше повернувся до роботи в юридичній фірмі. У травні 1917 року, завдяки сімейним зв'язкам, Арнольд отримав, у званні другого лейтенанта призначення, до підрозділу польової артилерії Резерву армії США. Він проходив навчання на курсах для офіцерів-артилеристів у Форт-Шерідані. Зокрема, він вчився розраховувати куди впадуть снаряди, вивчав типи гармат та снарядів, позиціонування, траєкторію, математику, температуру, барометричний тиск та інші фактори, що мають значення у випадках попадання, промаху або дружнього вогню.
У 1917 році, перед відправкою до Франції, Арнольд одружився із Френсіс Лонґен. У Європі, Арнольд спочатку перебував у Британії, звідки писав своїй дружині, що у Лондоні було мало людей, а також ніхто не здавався щасливим. Він також писав: «Англія здається мені ледве впізнаваною. Всі в жалобі, і якась похмура нещасна рішучість нависає над усією країною. Не ходять регулярні поїзди, вокзали безлюдні, а в готелях панує похмура атмосфера. Все в Англії починається і закінчується війною, і повернення солдат є постійним сумним нагадуванням про те, чого це коштує.» У листопаді 1917 року підрозділ Арнольда прибув до Франції. Робота Арнольда полягала у постачанні снарядів и до гармат для нічного обстрілу, і, також, більшість днів на фронті від проводив копаючи ями. У серпні 1918 року Арнольду було наказано повернутись до США, де він мав тренувати черговий підрозділ, який мали відправити до Європи. Коли Арнольд був у США, було підписано перемир'я, і пізніше він демобілізувався з армії.

### Ларамі, Вайомінг (1919—1927)
Після війни у 1919 році Арнольд разом із дружиною переїхав до Ларамі, де приєднався до юридичної фірми свого батька. У Ларамі Арнольд зайнявся політикою. У 1920 році він був єдиним демократом, обраним до Палати представників Вайомінгу. Будучи членом Палати представників Вайомінгу, Арнольд розробив і допоміг забезпечити прийняття законопроекту, який вводив суворі покарання для тих, чиє майно використовувалося для просування проституції, азартних ігор і алкоголю. Арнольд був членом п'яти комітетів: юридичного, бюджетного, залізничного, федеральних відносин та остаточних проектів. У лютому 1921 року каденція Арнольда спливла, і він повернувся до юридичної практики.
У 1922 році Арнольда обрали мером Ларамі. На посаді мера Арнольд здебільшого займався господарськими справами. Наприклад, він влаштував відокремлення рибного інкубаторію від місцевої системи водопостачання, що було однією з його передвиборчих обіцянок. За каденції Арнольда у місті також було прокладено бульвар від залізничної станції через центр міста і місцевий університет. Він також намагався забезпечити виконання у місті сухого закону. Крім того, Арнольд продовжував займатись юридичною практикою, а саме питань, що стосувались землі, енергетики та ранчо. Він також займався судової практикою і час від часу виступав у федеральних судах, а також Верховному суді Вайомінгу. Арнольд також допоміг заснувати Школу права Університету Вайомінга, де викладав право позадоговірних зобов'язань та майнове право. У 1924 році Арнольд знову балотувався на посаду мера, але програв вибори.

### Викладацька діяльність
У 1927 році за рекомендацією декана Гарвардської школи права Роско Паунда Арнольду запропонували місце декана Школи права Університету Західної Вірджинії. Арнольд погодився, і про його призначення було офіційно оголошено. У Школі права Арнольд викладав кримінальне право та прав трастів. Крім того, Арнольд зацікавився реформою судової системи Західної Вірджинії, а також процесуальних законів штату. Його дослідження в цій сфері привернули увагу Чарльза Едварда Кларка, який став деканом Єльської юридичної школи у 1930 році, і переманив туди Арнольда. Спочатку Арнольд був позаштатним викладачем, а вже у 1931 році став штатним.
У Єльській юридичній школі колегами Арнольда були, зокрема, майбутній суддя Верховного суду США Вільям Дуґлас та відомі правознавці Вільям Апергіл Мур, Артур Корбін, Леон Ґрін, та економіст Волтон Гамільтон. У Єлі Арнольд викладав судовий процес та апеляційну процедуру, докази та просунутий курс про трасти. Арнольд започаткував навчальний апеляційний судовий процес для студентів першого курсу, зараз відомий як навчальний судовий процес імені Турмана Арнольда. Арнольд був одним із найпопулярніших викладачів Єльської юридичної школи.

### Робота в урядових проєктах
Як і багато його колег з Єльського університету, Арнольд поверхнево займався ініціативами Нового курсу — політики централізації та планування, що запроваджувалась президентом США Франкліном Рузвельтом. Арнольд проводив літо у Вашингтоні, округ Колумбія, і брав різні відпустки, щоб працювати над проектами для адміністрації Рузвельта, поєднуючи свою роботу на уряд із викладанням, дослідженнями та життям у Нью-Гейвені. Першою його урядовою роботою була робота на замовлення Джерома Френка, тодішнього головного юридичного радника Адміністрації з регулювання сільського господарства. Так, Арнольд працював над забезпеченням виконання Закону про регулювання сільського господарства, а також над конституційністю наказів про організацію продажів.
У 1933 році на фоні Великої депресії Арнольд разом із своїм колегою Веслі Стерджесом презентував Федеральній фермерській раді план полегшення становища фермерів. Їхній план був заснований на наступних підходах: обмеження фермерської продукції, компенсація та зменшення фермерських боргів, регулювання через контроль фермерських кредитів. План передбачав оцінку справедливої та номінальної вартості заставних, якими володіли федеральні земельні банки, а потім, відповідно до індивідуальної оцінки, пропозицію з боку федеральних земельних банків фермерам-заставодавцям утриматись від отримання надлишкової вартості, тобто різниці між номінальною вартістю та оціненою вартістю. За планом банки також мали зменшити процентну ставку до не більше ніж 5 % за умови, що фермери погодяться на обмеження виробництва врожаю та худоби.
Протягом деяких літніх періодів Арнольд допомагав адміністрації США на Філіппінах під керівництвом майбутнього судді Верховного суду США Френка Мьорфі над програмою встановлення квот на виробництво цукру. Пізніше, Арнольд працював у Комісії з цінних паперів і бірж США під керівництвом тодішнього Голови Комісії і майбутнього судді Верховного суду США Вільяма Дуґласа, заслуховуючи справи з питань корпоративної реорганізації. У 1937 році для Міністерства юстиції США він коротко виклав і обґрунтовував низку податкових справ, які розглядались у Верховному суді США, вигравши три з чотирьох своїх справ. Він також працював у антимонопольному відділі Міністерства юстиції США під керівництвом майбутнього судді Верховного суду США Роберта Джексона.

### Робота в антимонопольному відділі Міністерства юстиції США
У березні 1938 року Арнольда призначили помічником Генерального прокурора США в антимонопольному відділі, що означало, що він очолив антимонопольний відділ у Міністерстві юстиції США. Робота Арнольда у ролі голови антимонопольного відділу полягала, головним чином, у підсиленні забезпечення виконання федерального антимонопольного законодавства. Зокрема, він збільшив кількість юристів у відділі у п'ять разів, а також домігся збільшення бюджету на діяльність відділу в чотири рази. Американський журнал Time писав, що у розпорядженні Арнольда було 190 юристів, і він хотів збільшити штат ще на 100. Також відповідно до Time, у бюджет відділу на 1941 рік складав 1 325 000 доларів США.
Крім того Арнольд відзначився тим, що порушив справи за порушення антимонопольного законодавства проти компаній нафтової промисловості, Американської медичної асоціації, Associated Press, General Electric, Aluminum Company of America, Pullman Company тощо. Журнал Time писав, що Арнольд проводив наймасштабнішу антимонопольну кампанію в історії США, і наступним чином описував його політику: «Скориставшись „розпливчастістю“ (улюблена скарга корпоративного юриста) Закону Шермана, Арнольд ввів власне визначення торгових обмежень, власну техніку судового переслідування. Замість того, щоб бити лише по великих корпораціях, він переслідував усі промислові ситуації, де відчував підозрілі цілі. Зазвичай він вдається до кримінального, а не цивільного переслідування. Якщо його жертви досить ґрунтовно реформують свої способи діяльності, Арнольд іноді підписує з ними угоду без порушення кримінальної справи. Енергійні бізнесмени, такі як Альфред Слоун з General Motors …, вважають цю техніку формою правового шантажу. Арнольд вважає це ефективним способом знизити ціни.»
Із початком Другої світової війни діяльність Арнольда стала відчутно заважати перебудові економіці США на військові рейки. Вже у 1939 році тодішній Генеральний прокурор США та, відповідно, керівник Арнольда, Френк Мьорфі почав обережно заявляти про необхідність уникнення «марного тертя» між урядом та бізнесом. У 1940 році Комісія з оборони почала розслідування із метою з'ясування, чи не негативно впливали на оборону антимонопольні справи, порушені проти нафтових компаній. Нафтові компанії, а також інші компанії, проти яких Арнольд порушував антимонопольні справи, такі, як General Electric, Aluminum Company of America, відігравали важливу роль у мобілізації сил на оборону, і багато керівників цих працювали у плануванні війни та військовому виробництві.
У березні 1942 року Військовий міністр США Генрі Стімсон писав президенту Франкліну Рузвельту, що антимонопольні провадження затримують та заважають мобілізацію сил на оборону. У той час Стімсон умовляв компанію DuPont повернутись до виробництва вибухових речовин, компанія погодилась та побудувала нові заводи, витративши мільйони доларів. В цей же час антимонопольний відділ порушив справи проти усіх виробників вибухових речовин. Рузвельт відповів Стімсону, що мобілізація сил на оборону має пріоритет над антимонопольним провадженням, тому, що, якщо оборона не буде успішною, антимонопольні закони стануть академічною теорією, як і всі інші американські інституції.
Арнольд був змушений публічно погодитися — якщо не цілком добровільно — підкоритися Військовому міністерству і Міністерству військово-морських сил США у випадку, якщо вони чітко виявлять, що будь-яке конкретне порушення антимонопольного законодавства є необхідним для національної оборони. Органи планування та оборони накладали вето на справу за справою. Арнольд витрачав усе більше часу на боротьбу з планувальниками війни. Вперше Конгрес США скоротив, а не збільшив бюджет і персонал антимонопольного відділу. Останньою краплею стала спроба Арнольда притягнути до кримінальної відповідальності залізничні компанії за фіксацію цін і висунути обвинувачення Авереллу Гарріману, голові залізничної компанії Union Pacific, який був призначений послом США у Радянському Союзі в тому ж році, коли Арнольд висунув йому обвинувачення, яке було скасовано в ім'я національної оборони.
Франклін Рузвельт запропонував Арнольду «зберегти лице» та погодитись на посаду федерального судді в Апеляційному суді округу Колумбія.

### Подальша кар'єра
У лютому 1943 року Франклін Рузвельт номінував Арнольда на посаду федерального судді в Апеляційному суді округу Колумбія, а вже у березні того ж року Конгрес затвердив кандидатуру Арнольда. Арнольд пропрацював федеральним суддею до 1945 року, коли покинув суддівство, щоб повернутись до приватної юридичної практики. Спочатку він відкрив юридичну фірму у партнерстві із своїм колегою з Міністерства юстиції США, однак партнерство розпалося, коли фірма не змогла отримати клієнтом компанію Pullman Company. У 1946 році Арнольд започаткував партнерство з колишнім викладачем Єльської юридичної школи та майбутнім суддею Верховного суду США Ейбом Фортасом. У 1948 році до партнерства приєднався колишній голова Федеральної комісії зі зв'язку США Пол Портер, і фірма стала відомою, як Arnold Fortas & Potter (зараз — відома американська юридична фірма Arnold & Potter).
Працюючи у юридичній фірмі, Арнольд виступав радником в антимонопольних справах, виступав у Верховному суді США, а також судах першої інстанції та апеляційних судах. Він був захисником історика та сходознавця Овена Латимора, якого обвинувачували у наданні неправдивих свідчень, а також допоміг поету-модерністу Езрі Паунду звільнитись з психіатричної лікарні, куди того запроторили, визнавши його неосудним у справі про державну зраду, в якій його обвинуватили в тому, що він вів антиамериканські передачі в Італії під час Другої світової війни.

### Останні роки та смерть
На початку шістдесятих у Арнольда почалися перші серйозні проблеми зі здоров'ям. Під час відрядження до Нью-Йорка він переніс перший серцевий напад. Він також почав працювати над своєю автобіографією, яку опублікували у 1965 році. У січні 1963 року в нього стався другий серцевий напад. В останні роки Арнольд був затребуваним спікером на різних заходах. Так, він читав лекції у Кембриджському університеті та виступив в Університеті Вальпараїсо із промовою про внутрішнє та міжнародне право, яка стала широко відомою. У 1968 році через стан здоров'я він провів багато часу у лікарнях. 7 листопада 1969 року він помер уві сні.

## Діяльність на посаді судді Апеляційного суду округу Колумбія
Трохи більше ніж за два роки на посаді судді Апеляційного суду округу Колумбія Арнольд заслухав загалом 168 справ і написав шістдесят п'ять суддівських думок, більшість із яких протягом першого року роботи. За звичаєм того часу, він лише в небагатьох випадках писав окремі або відмінні думки. Арнольд не розглядав жодних антимонопольних справ, і, в будь-якому випадку, йому б довелося брати самовідвід у тих справах, в яких він брав участь, коли працював в антимонопольному відділі Міністерства юстиції США.
Арнольд розглядав різноманітні справи, включаючи кримінальні, податкові, страхові справи, а також справи у сфері договірного права, позадоговірних зобов'язань, майна та трастів, подружніх відносин, опіки та аліментів. Однією із сфер, в якій Арнольд відзначився, було патентне право. У ключових справах він тлумачив патентні заявки і претензії вузько, щоб захистити конкуренцію. Так, у справі «Monsanto Chemical Co проти Коя» (англ. Monsanto Chemical Co. v. Coe) він зробив спостереження, що «у багатьох галузях промисловості недбале розповсюдження патенту на формулу чи спосіб роботи вже перетворило патенти на інструменти для придушення нових винахідницьких здібностей, нових експериментів і нової ініціативи».
Арнольд також розглянув кілька важливих кримінальних справ. Однією з таких справ була «Голоуей проти США» (англ. Holloway v. United States). У цій справі суд розглядав засудження чоловіка за зґвалтування. Захисники чоловіка стверджували, що суд першої інстанції мав визнати чоловіка неосудним через історію його ментальних хвороб. Зокрема, захисники стверджували, що присяжних неправильно інструктували, що призвело до того, що вони визнали Голоуея, тобто підсудного, винним. Арнольд зробив спостереження, що поняття «безумства» в психіатричному сенсі та в сенсі кримінальної відповідальності різняться. Він зазначив, що у психіатрії та кримінальної відповідальності різні цілі, а також різні припущення. Арнольд робить висновок, що, оскільки присяжні оголосили, що, поза розумним сумнівом, підсудний видався їм психічно здоровим, їхній вирок не може бути оскаржений на підставі експертно-психіатричного висновку.
Однією з відомих суддівських думок Арнольда була думка у справі за участю журналу Esquire. У США пошта відповідно до пріоритетності поділяється на класи. Журнали та газети належать до другого класу. Генеральний поштмейстер США відмовив журналу Esquire у привілеях розповсюдження, що надаються пошті другого класу на підставі того, що, на його думку, метою журналу було публікувати «морально неналежні» тексти та зображення, що не сприяють суспільному добробуту та суспільному благу. Арнольд вказав, що у Генерального поштмейстера США не має повноважень визначати, які тексти та зображення є добрими для суспільного добробуту та блага.

## Особисте життя
У Арнольда та його дружини були двоє синів: Турман-молодший (народився у 1919 році) та Джордж (народився у 1921 році). Під час війни у В'єтнамі онук Арнольда, Джордж-молодший, подав заявку на статус особи, що відмовляється від військової служби з релігійний або інших міркувань, і це не сподобалось Арнольду. У 1946 році молодший син Арнольда Джордж одружився із Елен Пірсон, дочкою відомого американського колумніста Дрю Пірсона.

## Праці Арнольда

### Вибрані книги
- «Символи уряду», 1935 (англ. The Symbols of Government)
- «Фольклор капіталізму», 1937 (англ. The Folklore of Capitalism)
- «Перешкоди бізнеса», 1940 (англ. The bottlenecks of business)
- «Чесні бої та бруд», 1965 (англ. Fair Fights and Foul) — мемуари

### Вибрані статті
- «Злочинні замахи. Розквіт і падіння абстракції», 1930 (англ. Criminal Attempts. The Rise and Fall of an Abstraction) — в журналі Yale Law Journal
- «Забезпечення виконання закону — Спроба соціального розбору», 1932 (англ. Law Enforcement--An Attempt at Social Dissection) — в журналі Yale Law Journal
- «Роль матеріального права та процесу в судовому процесі», 1932 (англ. The role of substantive law and procedure in the legal process) — в журналі Harvard Law Review
- «Судовий поєдинок та новий курс», 1933 (англ. Trial by Combat and the New Deal) — в журналі Harvard Law Review
- «Апологія юриспруденції», 1934 (англ. Apologia for jurisprudence) — в журналі Yale Law Journal
- «Забезпечення виконання антимонопольних законів: минуле та майбутнє», 1940 (англ. Antitrust Law Enforcement, Past and Future) — в журналі Law and Contemporary Problems
- «Економічне призначення антимонопольного законодавства», 1954 (англ. The economic purpose of antitrust laws) — в журналі Mississippi Law Journal
- «Американський ідеал справедливого судового розгляду», 1954 (англ. The American Ideal of a Fair Trial) — в журналі Arkansas Law Review

## Вшанування пам'яті
У Ларамі, рідному місті Арнольда, на його честь названо вулицю — Арнольд-стріт. У Вашингтоні на честь Арнольда названо будівлю — будівля імені Турмана Арнольда (англ. The Thurman Arnold Building). У Єльському університеті названо проект із вивчення конкуренції, конкурентної політики та виконання антимонопольних законів — проект імені Турмана Арнольда (англ. The Thurman Arnold Project). Єльська юридична школа присвоює студентам нагороду імені Турмана Арнольда.